# Feuer! (1979)
Feuer! ist ein österreichischer Historienfilm über die Revolution von 1848/1849 im Kaisertum Österreich.

## Handlung
13. März 1848: Immer mehr Demonstranten versammeln sich vor der Hofburg, um gegen die restaurative Politik Metternichs und den Mangel an bürgerlichen Rechten zu protestieren. Anstelle des führungsschwachen Kaisers Ferdinand trifft Erzherzog Albrecht die Entscheidung, Geschütze auffahren und auf die Demonstranten schießen zu lassen. Der Oberfeuerwerker Eduard Pollet verweigert jedoch im letzten Moment den Befehl und stellt sich den eigenen Geschützen entgegen. Im Chaos des folgenden Straßenkampfs zwischen kaiserlichen Soldaten und Aufständischen rettet ihn der junge Student Karl Albrecht Schlick und versteckt ihn auf dem Dachboden der Werkstatt seines Vaters. In der Nacht kommt es in den Vorstädten zu einem Aufstand der verarmten Arbeiter- und Arbeitslosenschicht, bei der auch Fabriken in Brand gesteckt und zerstört werden. Die Bürgerwehr, der auch Karl Albrechts Vater Ludwig Schlick angehört, bekämpft den Aufstand und nimmt Bewohner eines Versorgungshauses für Arbeitslose fest.
Eduard Pollet wird von der Regierung wegen seiner Befehlsverweigerung gesucht. Man will seinen Neffen Ferdinand Pollet, der in einem Versorgungshaus für Arbeitslose lebt, verhören, dieser versteckt sich jedoch vor den Behörden.
Am 15. März verspricht die Regierung eine Verfassung und die Abschaffung der Pressezensur. Karl Albrecht und andere Bürgerliche jubeln, die Arbeiter haben jedoch keine Hoffnung auf eine bessere Zukunft. Es wird deutlich, dass beide Klassen völlig unterschiedliche Ziele verfolgen und die Arbeiter mit abstrakten Begriffen wie „Konstitution“ und „Pressefreiheit“ nichts anfangen können.
Karl Albrecht und seine Eltern sind zu einem Empfang beim Juwelier Anzenberg eingeladen, dem Vater von Karl Albrechts heimlicher Liebe Justina, und er nimmt Eduard und Ferdinand mit. Anzenberg ist verärgert und möchte das „Gesindel“ nicht im Haus haben; es kommt zu einem politischen Streit zwischen Anzenburg und Karl Albrecht.
Eduard wird auf dem Dachboden festgenommen, auf der Straße aber wieder befreit und für die nächsten Wochen im Keller des Versorgungshauses versteckt, während im Mai ein erster Verfassungsentwurf der Regierung von den Studenten abgelehnt wird.
Karl Albrecht hat sich nachts in Justinas Schlafzimmer geschlichen und verführt sie. Als Anzenberg, ihr Vater, nach Hause kommt, flieht Karl Albrecht durchs Fenster, wird aber noch von Anzenberg gesehen. Später bemerkt dieser, dass teurer Schmuck verschwunden ist und verdächtigt Karl Albrecht des Diebstahls. Karl Albrecht wird festgenommen, der wahre Schmuckdieb ist jedoch Ferdinand, der nun aus Wien geflohen ist. Justina versucht, ihren Vater von der Unschuld ihres Geliebten zu überzeugen, ohne dabei aber zuzugeben, dass er ihr Geliebter ist.
Eduard, der von einer Amnestie für politische Straftaten gehört hat, verlässt nun sein Versteck und will sich in der Hofburg melden. Dort ist jedoch gerade der gesamte kaiserliche Hof dabei, wegen der erneuten Unruhen Wien zu verlassen und nach Innsbruck überzusiedeln. Daraufhin verlässt auch Pollet Wien und geht zu seinem Bruder Martin (Ferdinands Vater), der als Lehrer in einem Dorf arbeitet, und dessen Frau Maria. Martin ist schwer krank und befürchtet, bald zu sterben. Er bereut, seine Schüler immer gegen seine eigene Überzeugung zu Regierungstreue und Untertanengeist erzogen zu haben. Er gibt zu, Eduard wegen seiner Anstellung beim Militär immer verachtet zu haben. Eduard versteht ihn nicht und ist immer noch unsicher, ob er mit der Befehlsverweigerung richtig gehandelt hat.
Justina erleidet einen Schwächeanfall und der Arzt stellt eine Schwangerschaft fest. Wegen der Familienehre drängt ihr Vater auf eine baldige Hochzeit mit Karl Albrecht. Bei der Verlobungsfeier betont Justina aber, dass sie ihn aus Liebe und nicht nur wegen der Ehre heiraten möchte.
Inzwischen ist auch Ferdinand im Dorf seiner Eltern eingetroffen, zusammen mit dem Leiter des Versorgungshauses – offensichtlich einem Komplizen seines Diebstahls. Er versteckt sich aber vor den Eltern, als er die Anwesenheit seines Onkels Eduard bemerkt. Martin Pollet stirbt, und nach der Beerdigung geht auch Ferdinand heimlich ans offene Grab seines Vaters. Ein Polizeibeamter, der ihn aus Wien bis dorthin verfolgt hat, nimmt ihn noch auf dem Friedhof fest und erschießt seinen flüchtigen Komplizen. Es kommt zu einer letzten Aussprache zwischen Ferdinand und seiner Mutter Maria: Er war einst von zu Hause weggelaufen und wollte erst dann zurückkehren, wenn er es zu etwas gebracht habe – nun war es aber zu spät, dies dem Vater zu beweisen.
Das von den Bürgerlichen kontrollierte Wien bereitet sich auf einen Angriff kaiserlicher Truppen vor. Auch der frisch verheiratete Karl Albrecht und sein Vater wollen sich am Kampf beteiligen. Währenddessen kehrt Eduard nach Wien zurück, um sich schwarz auf weiß geben zu lassen, dass er bei seiner Befehlsverweigerung richtig gehandelt hat und keine Konsequenzen zu befürchten hat. Da er bei der zuständigen Militärbehörde seine Identität als „Oberfeuerwerker bei der Burgwacht“ nicht beweisen kann, kehrt er in sein Versteck in Schlicks Werkstatt zurück, um seine immer noch dort liegende Uniform anzulegen. Wegen dieser Uniform wird er in den gerade beginnenden Barrikadenkämpfen für einen kaiserlichen Soldaten gehalten und von einem Mitglied der Bürgerwehr erschossen. Als Erzherzog Albrecht davon erfährt, ist er wütend, da er ihn festnehmen und zur Abschreckung erhängen lassen wollte. Nach dem Ende der Kämpfe lässt sich Karl Albrecht, starr vor Fassungslosigkeit über Pollets Tod, widerstandslos festnehmen und trifft im Gefängnis Ferdinand wieder. Die kaiserliche Regierung übt nun Rache an den Revolutionären und lässt viele politische Gefangene erschießen – darunter auch Ferdinand, dem man nicht glaubt, kein politischer Häftling zu sein, und Karl Albrecht, dessen letztes Wort der Name Justinas ist.

## Abweichung von der historischen Realität
Der den Befehl verweigernde Oberfeuerwerker hieß tatsächlich Johann Pollet, nicht Eduard. Er fiel nicht in Ungnade und starb auch nicht während der Revolution, sondern nahm am Feldzug gegen die Revolutionäre in Ungarn teil, wurde befördert, 1860 pensioniert und starb 1872.

## Produktion
Der 1979 veröffentlichte Film ist eine Gemeinschaftsproduktion von ORF, ZDF und SRG, hergestellt von Schönbrunn-Film. Gedreht wurde in Wien und Umgebung, die Szenen der Hinrichtung am Schluss drehte man an der historischen Stadtmauer in Eggenburg, dessen Kirche mehrmals im Hintergrund zu sehen ist. Die Erstausstrahlung war am 27. Mai 1979 im ORF.